# Adam Thoran
Adam Thoran, född 14 september 1769 i Stockholm, död 6 oktober 1843 i Stockholm, var en svensk kamrer och tecknare.
Han var son till kassören Adam Thoran och Sara Winquist. Han studerade vid Konstakademien i Stockholm under 1780-talet där han belönades med tredje medaljen i figur och ornamentsteckning vid principskolan 1786 och under studierna för Louis Jean Desprez vid arkitekturskolan tilldelades han ytterligare en tredje medalj för teckningen Öfnings Desseiner 1789. Efter sina studier vid akademin var han huvudsakligen verksam som kamrer och bedrev sitt tecknande på fritid.